# Max Hegele
Maximilian Hegele (* 25. Mai 1873 in Wien; † 12. März 1945 ebenda) war ein österreichischer Architekt des Jugendstils und des Heimatstils.

## Leben und Wirken

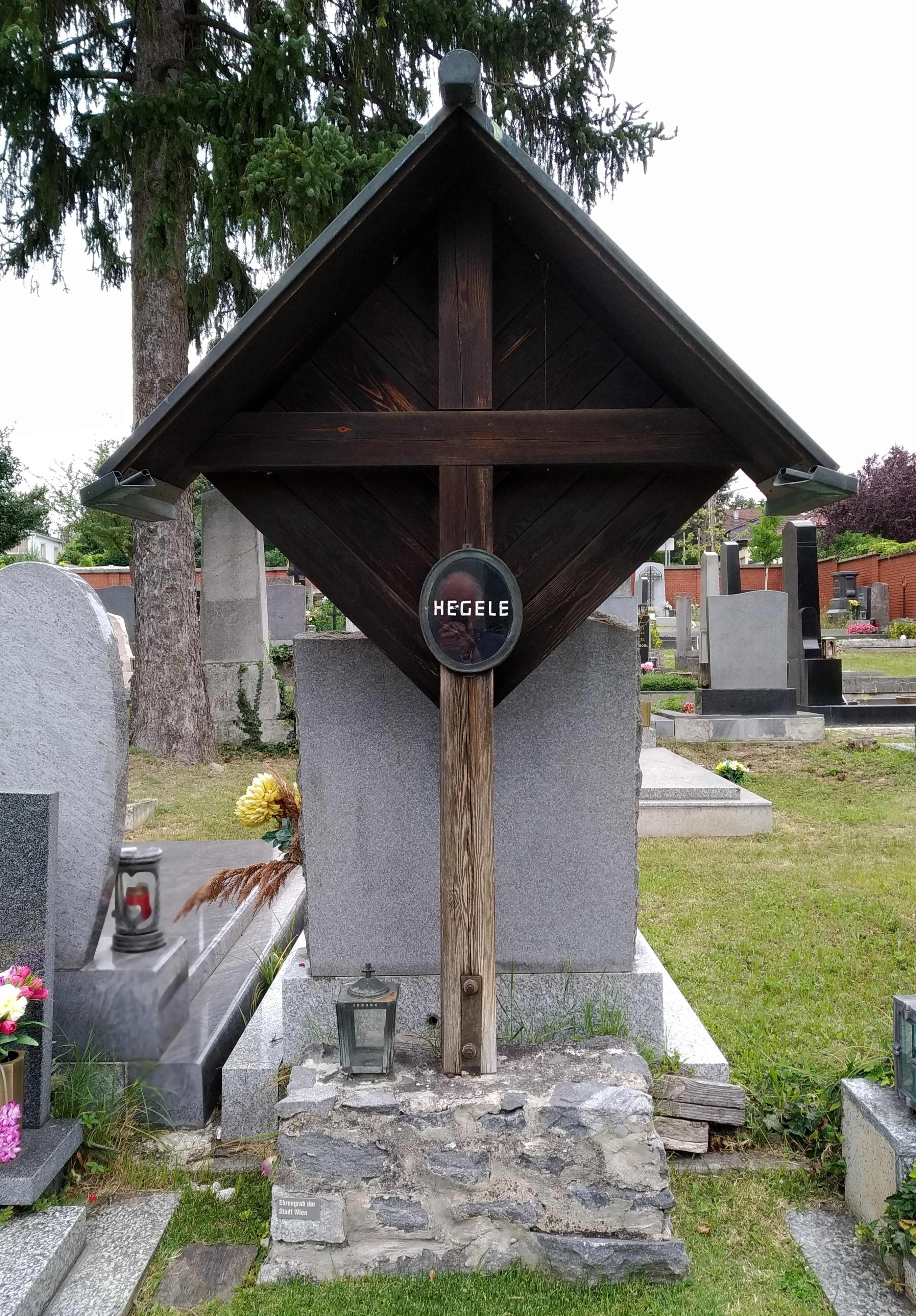
Grab Hegeles

Der Sohn eines Goldschmieds absolvierte die Höheren Staatsgewerbeschule Schellinggasse und studierte anschließend in der Meisterklasse für Altchristliche und Mittelalterliche Baukunst unter Viktor Luntz an der Akademie der bildenden Künste in Wien. In der Praxis wirkte er zunächst im Atelier Franz von Neumanns an der Innengestaltung der Wiener Antonskirche mit und arbeitete später für die Brüder Anton und Josef Drexler.
1903 gewann Hegele den Architektenwettbewerb zur baulichen Gestaltung des Wiener Zentralfriedhofs, die in der 1908–1910/1911 errichteten Karl-Borromäus-Kirche gipfelte. Diese wird zugleich als Beginn und Höhepunkt seiner Karriere gesehen. Von ihm stammen auch das Hauptportal sowie die Aufbahrungshallen I und II.
Hegele entwarf auch die 1905–1907 erbaute Fillgraderstiege in Mariahilf. Ab 1908 hatte er eine Lehrtätigkeit als Professor für bautechnische Fächer an der Staatsgewerbeschule inne, 1909 arbeitete Max Hegele an den Krupp’schen Schulgebäuden in Berndorf mit. In dieser Zeit entwarf er auch die Gestaltung mehrerer Brücken, wie der Flötzersteigbrücke (1909) sowie der zweiten Aspernbrücke (1913).
Nachdem er im Ersten Weltkrieg im Dienstgrad eines Leutnants als Bauleiter an der k.u.k Militärakademie diente, wirkte er ab 1919 erneut als Lehrer an der Staatsgewerbeschule.
Er ruht in einem ehrenhalber gewidmeten Grab auf dem Friedhof Hadersdorf-Weidlingau (Abt. 1, Gruppe L, Nummer 18). Im Jahr 1969 wurde in Wien-Meidling (12. Bezirk) der Max-Hegele-Weg nach ihm benannt.

## Bauten
| Foto  |                 | Baujahr   | Name                                                                                            | Standort                                                                 | Beschreibung                                                                                            | Metadaten                                                                     |
| ----- | --------------- | --------- | ----------------------------------------------------------------------------------------------- | ------------------------------------------------------------------------ | --- | ----------------------------------------------------------------------------- |
| ja    | Datei hochladen | 1903      | Wohnhaus Thaliastraße 137                                                                       | Thaliastraße 137 und 139 Standort                                        | mit August Rehak                                                                                        | P84(Architekt): P131(Ort):                                                    |
| ja    | Datei hochladen | 1903–1911 | Dr.-Karl-Lueger-Gedächtniskirche                                                                | Zentralfriedhof Wien 11, Simmeringer Hauptstraße 232-246 Standort        | Arkaden- und Kolumbarienanlage, Aufbahrungshallen I und II, Eingangsportal; 1. Preis im Wettbewerb 1899 | P84(Architekt):Max Hegele P131(Ort):Simmering Region-ISO:AT-9                 |
| ja    | Datei hochladen | 1905–1907 | Fillgrader-Stiege HERIS-ID: 14302 Objekt-ID: 10534                                              | Wien 6, Fillgradergasse Standort                                         | → Hauptartikel : Fillgraderstiege f1                                                                    | P84(Architekt):Max Hegele P131(Ort):Wien Region-ISO:AT-9                      |
| ja    | Datei hochladen | 1906      | Kapelle am Marchfelder Schutzdamm HERIS-ID: 10234 Objekt-ID: 6287                               | Markthof an der March, NÖ Standort                                       | mit August Rehak                                                                                        | P84(Architekt): P131(Ort):Engelhartstetten Region-ISO:AT-3                    |
| ja    | Datei hochladen | 1906–1907 | Wohnhaus                                                                                        | Wien 14, Breitenseer Straße 37 / Muthsamgasse Standort                   | | P84(Architekt): P131(Ort):                                                    |
| ja    | Datei hochladen | 1906–1908 | Pfarrkirche hl. Dreifaltigkeit HERIS-ID: 8503 Objekt-ID: 4457                                   | Pressbaum Standort                                                       | geladener Wettbewerb, mit August Rehak                                                                  | P84(Architekt): P131(Ort):Pressbaum Region-ISO:AT-3                           |
| ja    | Datei hochladen | 1908      | Stilklassen Berndorf                                                                            | Margaretenplatz 2, 5, Berndorf Standort                                  | mit Hans Peschl nach dem Konzept Ludwig Baumanns                                                        | P84(Architekt): P131(Ort):Berndorf Region-ISO:AT-3                            |
| ja    | Datei hochladen | 1908–1909 | Kapelle Hadersdorf-Weidlingauer Friedhof HERIS-ID: 28062 Objekt-ID: 24613                       | Wien 14, Friedhofstraße 12-14 Standort                                   | siehe Denkmalliste.                                                                                     | P84(Architekt):Max Hegele P131(Ort):Penzing Region-ISO:AT-9                   |
| ja    | Datei hochladen | 1909      | Grabmal Familie Herzmansky HERIS-ID: 28062 Objekt-ID: 24613                                     | Hadersdorf-Weidlingauer Friedhof, Wien 14, Friedhofstraße 12-14 Standort | Anmerkung: Das Grabmal befindet sich in der Friedhofskapelle.                                           | P84(Architekt):Max Hegele P131(Ort):Penzing Region-ISO:AT-9                   |
| ja    | Datei hochladen | 1909      | Flözersteigbrücke HERIS-ID: 30643 Objekt-ID: 27396                                              | Flötzersteig Standort                                                    | mit August Rehak                                                                                        | P84(Architekt): P131(Ort):Ottakring Region-ISO:AT-9                           |
|       | Datei hochladen | um 1911   | Sparkasse in Pressbaum                                                                          | Pressbaum                                                                | | P84(Architekt): P131(Ort):                                                    |
| ja    | Datei hochladen | 1911      | Leschetizky-Bank im Türkenschanzpark Wien Kulturgut: 47392                                      | Wien 18 Standort                                                         | Denkmal für den Pianisten Theodor Leschetizky, mit Bildhauer Hugo Taglang                               | P84(Architekt): P131(Ort):Währing Region-ISO:AT-9                             |
| BW    | Datei hochladen | 1912      | Wohnhaus                                                                                        | Wien 16, Wiesberggasse 2 / Huttengasse 55 Standort                       | | P84(Architekt): P131(Ort):                                                    |
| BW    | Datei hochladen | 1912      | Miethaus                                                                                        | Wien 16, Wiesberggasse 4 Standort                                        | | P84(Architekt): P131(Ort):                                                    |
| ja    | Datei hochladen | 1912      | Miethaus                                                                                        | Wien 16, Wiesberggasse 6 / Enenkelstraße 10 Standort                     | | P84(Architekt): P131(Ort):                                                    |
|       | Datei hochladen | 1913–1919 | Aspernbrücke über den Donaukanal                                                                | Uferbauten, Wien 1, 2                                                    | Anmerkung: fertiggestellt nach kriegsbedingter Unterbrechung; 1945 zerstört                             | P84(Architekt): P131(Ort):                                                    |
| ja BW | Datei hochladen | 1914      | Miethaus                                                                                        | Wien 15, Kriemhildplatz 1 Standort                                       | | P84(Architekt):Max Hegele P131(Ort):Wien Region-ISO:AT-9                      |
| ja    | Datei hochladen | 1914      | Miethaus                                                                                        | Wien 15, Kriemhildplatz 10 Standort                                      | | P84(Architekt):Max Hegele P131(Ort):Wien Region-ISO:AT-9                      |
| ja    | Datei hochladen | 1914      | Mausoleum Fritz Chwalla HERIS-ID: 78359 Objekt-ID: 92020                                        | Maxingstraße 15 Standort                                                 | Anmerkung: Das Wikidata-Objekt bezieht sich auf den Friedhof.                                           | P84(Architekt): P131(Ort):Hietzing Region-ISO:AT-9                            |
| BW    | Datei hochladen | 1914–1916 | Villa Bistritzky                                                                                | St. Veit an der Gölsen, Schindeltal 2 Standort                           | | P84(Architekt): P131(Ort):                                                    |
|       | Datei hochladen | 1925–1926 | Niederösterreichische Gebietskrankenkasse                                                       | St. Pölten, Dr.-Karl-Renner-Promenade 14                                 | zerstört mit Florian Prantl, 1960–1963 durch Um- und Zubauten vollständig verändert                     | P84(Architekt): P131(Ort):                                                    |
| ja    | Datei hochladen | 1926      | Rathaus Golling an der Erlauf HERIS-ID: 69258 Objekt-ID: 82307                                  | Rathausplatz 1 Standort                                                  | mit Florian Prantl                                                                                      | P84(Architekt):Anton Valentin P131(Ort):Golling an der Erlauf Region-ISO:AT-3 |
| BW    | Datei hochladen | 1929      | Miethaus                                                                                        | St. Pölten, Roseggerstraße 9 Standort                                    | | P84(Architekt): P131(Ort):                                                    |
| ja    | Datei hochladen | 1930–1931 | Anton-Hueber-Haus                                                                               | Leischinggasse 4, Purkersdorf Standort                                   | | P84(Architekt): P131(Ort):                                                    |
| ja BW | Datei hochladen | 1931–1932 | Wohnhausanlage Brigittenauer Lände 138-142 HERIS-ID: 49074 Objekt-ID: 52667 Wiener Wohnen: 1411 | Wien 20, Brigittenauer Lände 138-142 Standort                            | | P84(Architekt): P131(Ort):Brigittenau Region-ISO:AT-9                         |